# Lička janjetina
Lička janjetina je meso muških i ženskih janjaca autohotne vrste ovce lička pramenka koja se uzgaja samo na uskom prostoru Like definiranom kao “kontinentalna regija omeđena planinama, Velebitom na jugu, Velikom Kapelom na zapadu, Plješivicom na istoku i Malom Kapelom na sjeveru”.
Ubraja se u hrvatske autohtone proizvode. U listopadu 2018. godine upisana je u registar zaštićenih oznaka izvornosti i zaštićenih oznaka zemljopisnog podrijetla.
Specifičnog je okusa zbog prostora uzgajanja.